# Isaiah Roby
Isaiah Roby, né le 3 février 1998 à Dixon dans l'Illinois, est un joueur américain de basket-ball évoluant au poste d'ailier fort.

## Biographie

### Carrière universitaire
Entre 2016 et 2019, il joue pour les Cornhuskers à l'université du Nebraska–Lincoln.

### Carrière professionnelle

#### Mavericks de Dallas (2019-2020)
Le 20 juin 2019, Isaiah Roby est drafté au second tour en 45e position de la draft NBA 2019 par les Pistons de Detroit mais ses droits sont échangés aux Mavericks de Dallas.
Le 6 août 2019, il signe un contrat de quatre saisons avec les Mavericks de Dallas. Entre le 28 octobre 2019 et le 24 janvier 2020, il est envoyé plusieurs fois chez les Legends du Texas, l'équipe de G-League affiliée aux Mavericks.

#### Thunder d'Oklahoma City (2020-2022)
Le 25 janvier 2020, il est échangé contre Justin Patton et envoyé au Thunder d'Oklahoma City. Entre le 4 février 2020 et le 4 mars 2020, il est envoyé plusieurs fois chez le Blue d'Oklahoma City, l'équipe de G-League affiliée au Thunder.
En juillet 2022, le Thunder rompt le contrat de Roby.

#### Spurs de San Antonio (2022-mars 2023)
Il s'engage ensuite avec les Spurs de San Antonio. Il est coupé début mars 2023.

#### Knicks de New York (avril-octobre 2023)
Le 9 avril 2023, il signe aux Knicks de New York via un contrat partiellement garanti jusqu'en 2024. Roby est toutefois licencié fin octobre, avant le début de la saison.

## Statistiques

### Universitaires
| Saison    | Équipe   | Matchs | Titul. | Min./m | % Tir | % 3pts | % LF | Rbds/m. | Pass/m. | Int/m. | Ctr/m. | Pts/m. |
| --------- | -------- | ------ | ------ | ------ | ----- | ------ | ---- | ------- | ------- | ------ | ------ | ------ |
| 2016-2017 | Nebraska | 30     | 5      | 15,2   | 39,4  | 20,0   | 76,2 | 2,93    | 0,73    | 0,53   | 0,83   | 3,13   |
| 2017-2018 | Nebraska | 32     | 13     | 24,0   | 56,5  | 40,5   | 73,0 | 6,25    | 1,66    | 0,62   | 1,67   | 8,75   |
| 2018-2019 | Nebraska | 35     | 35     | 31,3   | 45,4  | 33,3   | 67,7 | 6,91    | 1,94    | 1,26   | 1,89   | 11,83  |
| Total     | Total    | 97     | 53     | 23,9   | 47,6  | 33,6   | 70,5 | 5,46    | 1,47    | 0,82   | 1,59   | 8,12   |

### Professionnels

#### Saison régulière
| Saison    | Équipe        | Matchs | Titul. | Min./m | % Tir | % 3pts | % LF | Rbds/m. | Pass/m. | Int/m. | Ctr/m. | Pts/m. |
| --------- | ------------- | ------ | ------ | ------ | ----- | ------ | ---- | ------- | ------- | ------ | ------ | ------ |
| 2019-2020 | Oklahoma City | 3      | 0      | 3,8    | 0,0   | 0,0    | 0,0  | 0,67    | 0,00    | 0,00   | 0,00   | 0,00   |
| 2020-2021 | Oklahoma City | 61     | 34     | 23,4   | 48,3  | 29,4   | 74,4 | 5,60    | 1,80    | 0,90   | 0,60   | 8,70   |
| 2021-2022 | Oklahoma City | 45     | 28     | 21,1   | 51,4  | 44,4   | 67,2 | 4,80    | 1,60    | 0,80   | 0,80   | 10,10  |
| Total     | Total         | 109    | 62     | 21,9   | 49,5  | 36,5   | 70,8 | 5,10    | 1,60    | 0,80   | 0,70   | 9,10   |